# Karhusaari (ö i Finland, Päijänne-Tavastland, Lahtis, lat 61,56, long 26,25)
Karhusaari är en ö i Finland. Den ligger i sjön Suurijärvi och i kommunen Gustav Adolfs i den ekonomiska regionen  Lahtis ekonomiska region  och landskapet Päijänne-Tavastland, i den södra delen av landet, 170 km norr om huvudstaden Helsingfors. Öns area är 0,2 hektar och dess största längd är 70 meter i sydväst-nordöstlig riktning.